# 安德烈·阿列克谢耶维奇·索科洛夫
安德烈·阿列克谢耶维奇·索科洛夫（羅馬化：Andrey Alekseyevich Sokolov；1962年8月13日—）
是苏联和俄罗斯演员、电影和戏剧导演、电视节目主持人、制片人、公众人物。他于2005年被授予俄罗斯联邦人民艺术家头衔。、

## 竞选电影作品
- 1987年：她拿着扫帚，他戴着黑帽子（英语：She with a Broom, He in a Black Hat），饰演年轻医生阿列克谢·奥尔洛夫
- 1988年：小薇拉（英语：Little Vera），饰演谢尔盖·索科洛夫
- 1989年：索契的黑夜（英语：How Dark the Nights Are on the Black Sea），饰演鲍里亚
- 1990年：刽子手（英语：The Executioner (1990 film)），饰演安德烈·阿尔先季耶夫
- 1991年：沙皇伊凡雷帝（英语：Tsar Ivan the Terrible），饰演维亚泽姆斯基
- 1993年：预言（英语：Prediction (film)），饰演年轻时的奥列格·戈留诺夫
- 1993年：安妮女王的秘密或三十年后的火枪手（英语：The Secret of Queen Anne or Musketeers Thirty Years After），饰演拉乌尔、布拉热洛纳子爵（阿托斯之子）
- 2007年：我留下来（英语：I'm Staying），饰演格列布·沙霍夫
- 2022年：阿马纳特（英语：Amanat (2022 film)），饰演尼古拉一世